# Stanislav Stolárik

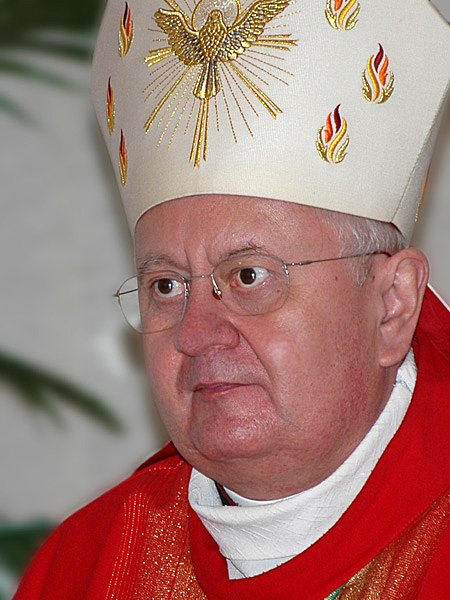
Bischof Stanislav Stolárik

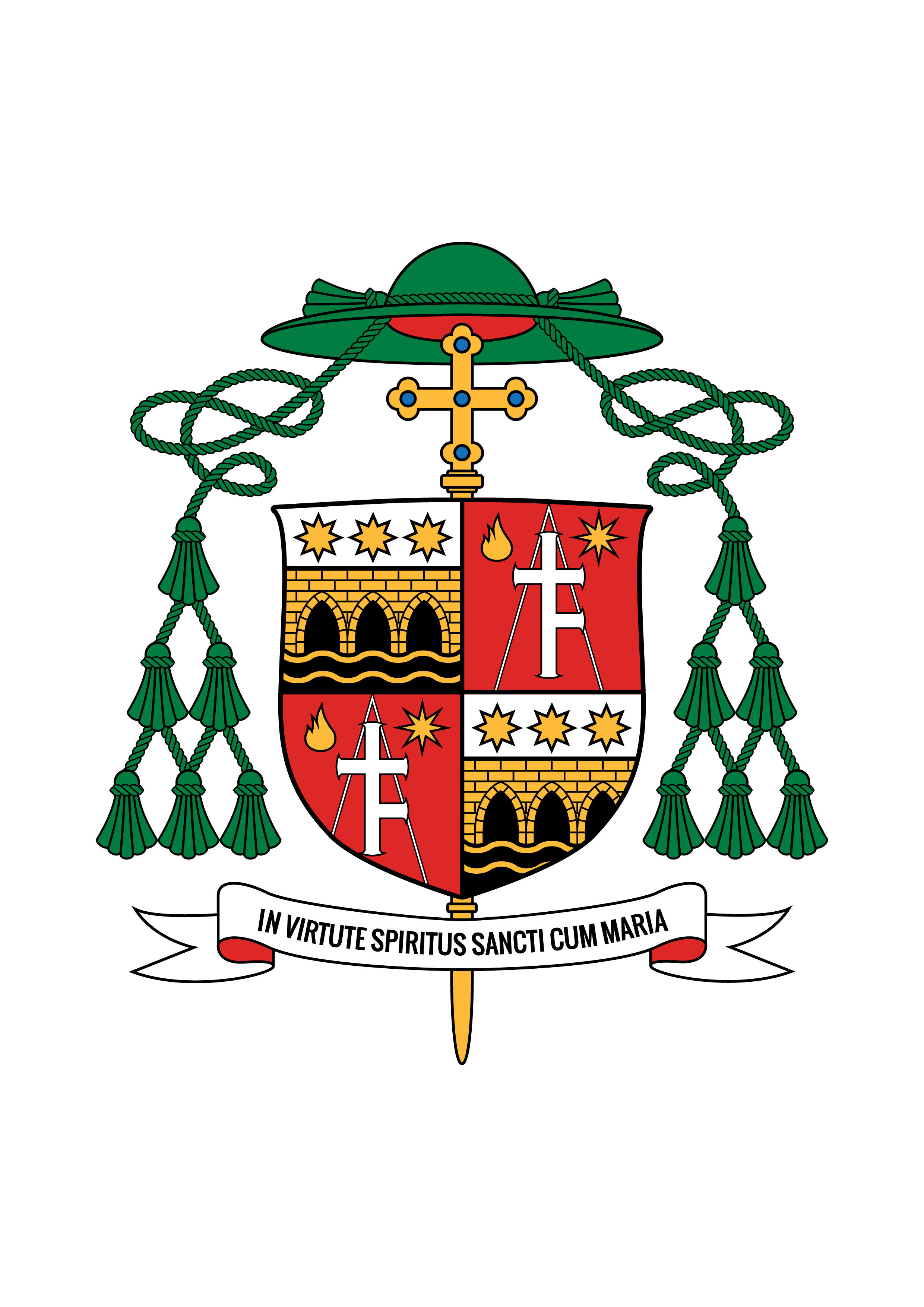
Wappen von Stanislav Stolárik

Stanislav Stolárik (* 27. Februar 1955 in Rožňava, Tschechoslowakei) ist ein slowakischer Geistlicher und römisch-katholischer Bischof von Rožňava.

## Leben
Stanislav Stolárik wuchs in Košice auf und besuchte das dortige Gymnasium. Er trat 1973 in das Priesterseminar in Bratislava ein und studierte Katholische Theologie und Philosophie an der Römisch-katholischen Theologischen Kyrill-und-Methodius-Fakultät der Comenius-Universität Bratislava. Stolárik empfing am 11. Juni 1978 in der Kathedrale des Heiligen Martin in Bratislava das Sakrament der Priesterweihe für das Bistum Košice.
Stolárik wurde 1978 Vikar in Trebišov. Von 1978 bis 1981 war er Vikar in Humenné und von 1981 bis 1983 in Prešov. 1983 wurde Stanislav Stolárik Pfarradministrator des Marienheiligtums in Obišovce. Er wurde 1990 Pfarradministrator der Pfarrei Čaňa und Mitglied des Priesterrates des Bistums Košice sowie Mitglied des Kollegiums der Konsultoren. Von 1992 bis 1995 war Stanislav Stolárik Pfarrer der Pfarrei Humenné. 1993 wurde er an der Römisch-katholischen Theologischen Kyrill-und-Methodius-Fakultät der Comenius-Universität Bratislava zum Doktor der Theologie promoviert. Stanislav Stolárik wurde 1998 an der Päpstlichen Akademie für Theologie in Krakau zum Doktor der Philosophie promoviert und an der Philosophischen Fakultät der Comenius-Universität Bratislava wurde er ein zweites Mal zum Doktor der Philosophie (Ph.D.) promoviert. An der Philosophischen Fakultät der Universität Prešov erfolgte 1999 die Habilitation im Fach Geschichte der Philosophie. 2000 wurde Stanislav Stolárik Professor für Geschichte der Philosophie, Einführung in die Philosophie und Religionsphilosophie an der Katholischen Universität Ružomberok und an der Griechisch-katholischen Theologischen Fakultät der Universität Prešov. 2001 wurde Stolárik zudem Pfarrer der Pfarrei St. Nikolaus in Prešov und Dekan des Dekanats Prešov. Von 2001 bis 2003 war er stellvertretender Dekan der Römisch-katholischen Theologischen Kyrill-und-Methodius-Fakultät der Comenius-Universität Bratislava. Papst Johannes Paul II. verlieh ihm am 8. Februar 2003 den Ehrentitel Kaplan Seiner Heiligkeit (Monsignore).
Am 26. Februar 2004 ernannte ihn Johannes Paul II. zum Titularbischof von Barica und bestellte ihn zum Weihbischof in Košice. Der Erzbischof von Košice, Alojz Tkáč, spendete ihm am 20. März desselben Jahres die Bischofsweihe; Mitkonsekratoren waren der Apostolische Nuntius in der Slowakei, Erzbischof Henryk Józef Nowacki, und der Präsident des Päpstlichen Komitees für die Eucharistischen Weltkongresse, Jozef Kardinal Tomko. Stanislav Stolárik war zudem Generalvikar des Erzbistums Košice.
Stolárik ist Mitherausgeber der Zeitschriften Acta facultatis theologicae Universitatis Comonianae Bratislaviensis und Verba theologica.
Am 21. März 2015 ernannte ihn Papst Franziskus zum Bischof von Rožňava. Die Amtseinführung fand am 16. Mai desselben Jahres statt.